# Монастирський Борис Савелійович
Борис (Бенціон) Савелійович Монастирський (рос. Бори́с Саве́льевич Монасты́рский; 25 березня 1903, Миньківці (нині Дунаєвецький район, Хмельницька область, Україна), Ушицький повіт, Подільська губернія, Російська імперія — 21 січня 1977, Москва, РРФСР, СРСР) — радянський російський кінооператор. Лауреат Сталінської премії II ступеня (1947). Заслужений діяч мистецтв РРФСР (04.04.1969).

## Біографічні відомості
У 1930 році закінчив Державний технікум кінематографії (нині — ВДІК). У кінематографі з 1931 року. Низку фільмів знято у співпраці з режисером М. С. Донським.
З кінця 1940-х до 1960-х років працював у творчому тандемі з режисером В. В. Ейсимонтом.
Зняв українські стрічки: «Бойова кінозбірка № 9» (1942), «Як гартувалася сталь» (1942), «Райдуга» (1943), «Нескорені» (1945).
Помер 21 січня 1977 року. Похований на 26 ділянці П'ятницького цвинтаря (м. Москва).

## Фільмографія

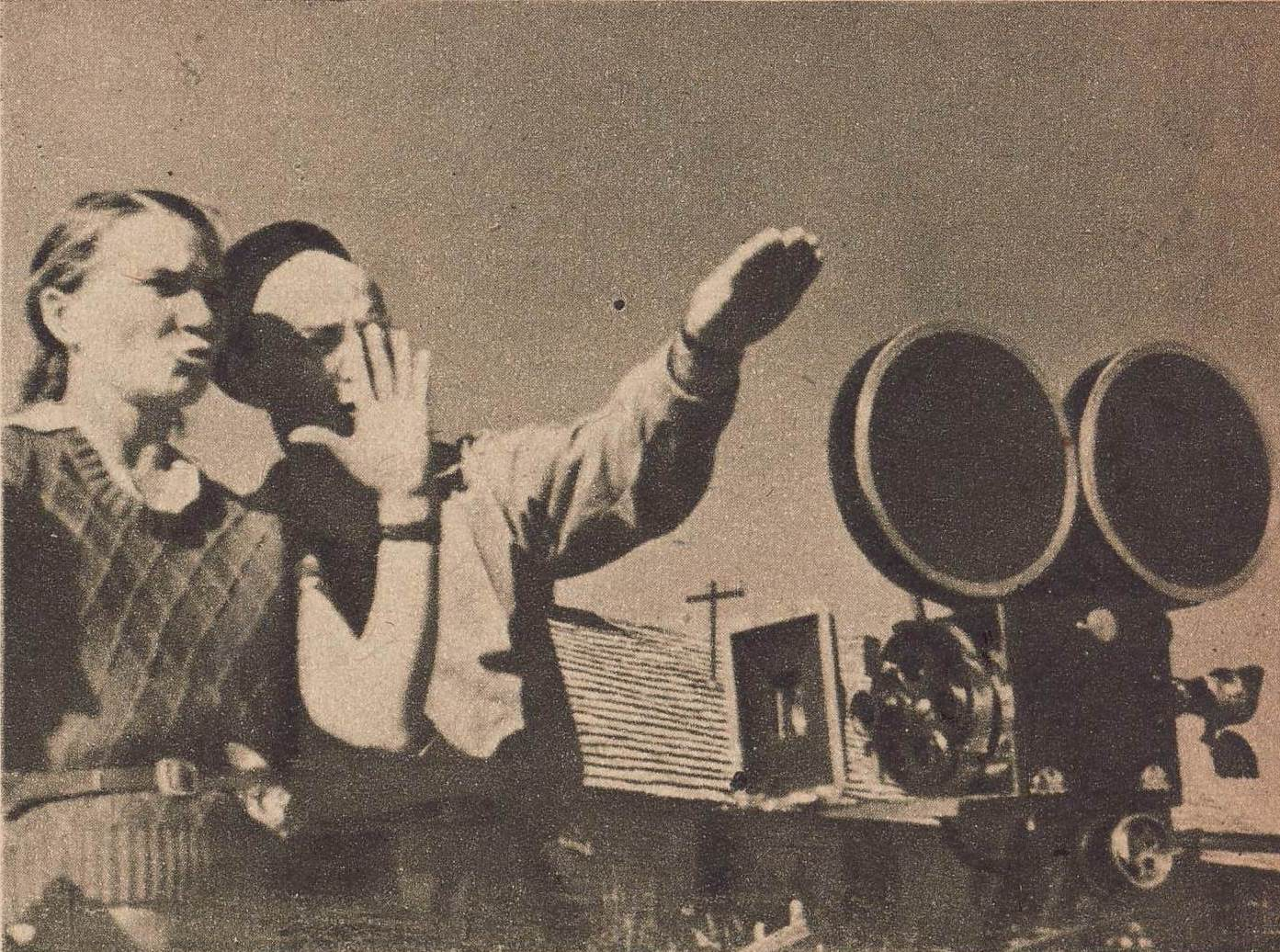
Ванда Якубовська і Борис Монастирський на зйомках фільму «Останній етап», 1947

- «Щасливі обручки» (1929, 2-й оператор)
- «Бойова кінозбірка № 9» (1942, оператор конферансу; Київська і Ашхабадська кіностудії)

Оператор-постановник:
- «Запам'ятайте їхні обличчя» (1931, реж. І. Мутанов)
- «Зрадник батьківщини» (1933, у співавт.; реж. І. Мутанов)
- «Три пісні про Леніна» (1934, документальний, у співавт.; реж. Дзиґа Вертов)
- «Борці» (1936, реж. Густав фон Вангенхайм)
- «Ай-Гуль» (1936, реж. Ю. Васильчиков, Д. Познанський)
- «Біліє парус одинокий» (1937, реж. В. Легошин)
- «Йшов солдат з фронту» (1939, реж. В. Лєгошин)
- «Горбоконик» (1941, у співавт.; реж. О. Роу)
- «Романтики» (1941, М. Донськой)
- «Як гартувалася сталь» (1942, реж. М. Донськой, Київська і Ашхабадська кіностудії)
- «Райдуга» (1943, реж. М. Донськой, Київська кіностудія)
- «Нескорені» (1945, реж. М. Донськой, Київська кіностудія)
- «Крейсер „Варяг“» (1946, реж. В. Ейсимонт)
- «Червона краватка» (1948, у співавт.; реж. В. Сухобоков, М. Сауц)
- «Останній етап» (1948, реж. Wanda Jakubowska, Польща)
- «Правда — добре, а щастя краще» (1951, реж. С. Алексєєв)
- «Лихо з розуму» (1952, фільм-спектакль; у співавт.; реж. С. Алексєєв, В. Войтецький)
- «На всякого мудреця досить простоти» (1952, фільм-спектакль; реж. А. Дорменко, В. Сухобоков)
- «Весілля Кречинського» (1953, фільм-спектакль; у співавт.; реж. О. Золотницький, В. Ванін)
- «Двоє друзів» (1954, реж. В. Ейсимонт)
- «Вогні на річці» (1954, реж. В. Ейсимонт)
- «Доля барабанщика» (1955, реж. В. Ейсимонт)
- «В добрий час!» (1956, реж. В. Ейсимонт)
- «Ленінградська симфонія» (1957, реж. З. Аграненко)
- «Дружок» (1958, у співавт.; реж. В. Ейсимонт)
- «Перший день миру» (1959, реж. Я. Сегель)
- «Кінець старої Березівки» (1960, реж. В. Ейсимонт)
- «Тече Волга» (1962, у співавт.; реж. Я. Сегель)
- «При виконанні службових обов'язків» (1963, у співавт.; реж. І. Гурін)
- «Пригоди Толі Клюквіна» (1964, реж. В. Ейсимонт)
- «Фантазери» (1965, реж. Ісаак Магітон)
- «Зустрічі з Ігорем Ільїнським» (1965, реж. І. Гурін)
- «Дай лапу, Друже!» (1967, реж. І. Гурін)
- «Півгодини на чудеса» (1970, у співавт.; реж. М. Юзовський)
- «Надбання республіки» (1971, у співавт.; реж. В. Бичков)